# Mariä Heimsuchung (Neustädtles)

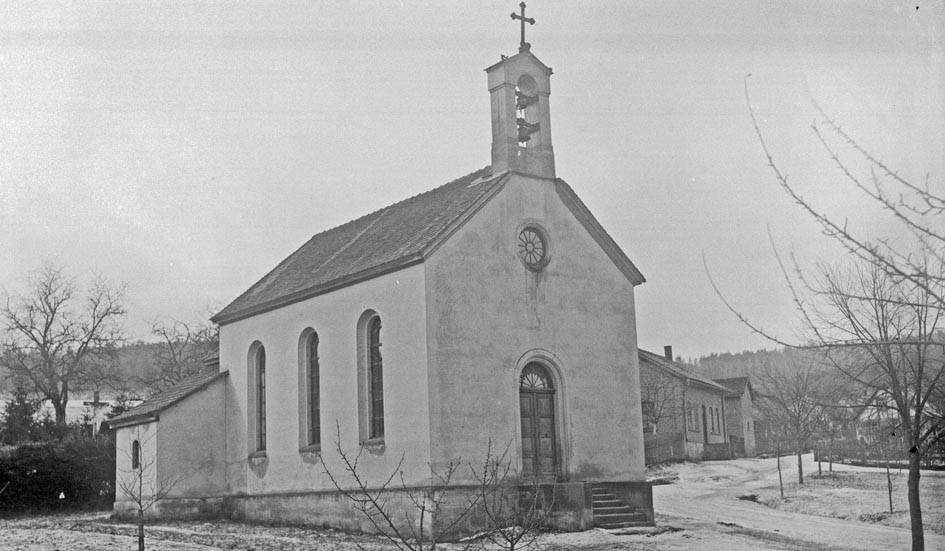
Mariä Heimsuchung fotografiert von Anton Tretter um 1900

Die römisch-katholische Kirche Mariä Heimsuchung befindet sich in Neustädtles, einem Stadtteil von Nordheim vor der Rhön im unterfränkischen Landkreis Rhön-Grabfeld in Bayern. Die Kirche gehört zu den Baudenkmälern von Nordheim vor der Rhön und ist unter der Nummer D-6-73-147-37 in der Bayerischen Denkmalliste registriert. Sie ist dem Patrozinium von Mariä Heimsuchung gewidmet.

## Geschichte
Nach dem Bau der evangelischen Kirche von Neustädtles wollten auch die Katholiken des Ortes ein Gotteshaus haben. Bereits im Jahr 1808 baten 122 Neustädtler Katholiken, der Pfarrei Nordheim zugeteilt zu werden, was schließlich im Jahr 1811 geschah. Im Jahr 1864 wurde nach langen Vorverhandlungen die Kirche gebaut. Im Jahr 1877 begann man mit dem Bau einer Kaplaneiwohnung, zwei Jahre später wurde der Ort Kaplanei.
Bei dem Kirchenbau handelt es sich um eine Saalkirche mit eingezogenem polygonalem Chor, Giebeldachreiter und Türmchen. Der Altar beherbergt eine Figur der Gottesmutter mit Jesuskind und Zepter. Ein Gemälde zeigt Mariä Himmelfahrt und stammt von Oswald Onghers, ein anderes Gemälde eines unbekannten Künstlers ist wahrscheinlich um 1750 entstanden und zeigt die Kreuzigung Christi.
Im Jahr 1886 wurde die Orgel der Kirche geweiht.